# 刘单
劉單（?—771年），鳳翔歧山（今陝西歧山）人。
擅長绘画。曾任奉先县尉，司勋郎中，官至安西節度使判官。天寶二年（743年）癸未科狀元，主考官是禮部侍郎達奚珣。天宝六载，在安西节度使高仙芝幕下当判官。天寶六年八月，高仙芝俘虜了勃律王及公主趣赤佛堂路班師，令刘单草擬告捷書，并派遣中使判官王廷芳告捷。时任四镇节度使的夫蒙靈詧對捷报一事大感不悅，曾谓刘单曰：“闻尔能作捷书。”劉单恐懼請罪。終官禮部侍郎。大歷六年（771年），知贡举，不久卒。新、旧《唐书》无传。